# Badsee (Obersöchering)
Der Badsee ist ein natürliches Stillgewässer in der oberbayerischen Gemeinde Obersöchering ohne nennenswerte Zu- oder Abflüsse.
Er gehört zum FFH-Gebiet Moor- und Drumlinlandschaft zwischen Hohenkasten und Antdorf und ist als Badegewässer ausgezeichnet.